# 单士元
单士元（1907年—1998年），男，北京人，中国历史学家、档案学家、古建筑学家，曾任故宫博物院副院长、研究员，中国紫禁城学会会长，第五、六届全国政协委员。